# 五フッ化ヒ素
五フッ化ヒ素（ごフッかヒそ、英: arsenic pentafluoride）は化学式AsF5で表される無機化合物。ヒ素のフッ化物であり、ヒ素の酸化数は5。

## 合成
ヒ素とフッ素との直接反応および三フッ化ヒ素にフッ素を加えて生成する。
{\displaystyle {\ce {2As\ + 5F2 -> 2AsF5}}}
{\displaystyle {\ce {AsF3\ + F2 -> AsF5}}}
または、三塩化ヒ素にフッ化水素と塩素を加えて生成することもできる
{\displaystyle {\ce {AsCl3\ + 5HF\ + Cl2 -> AsF5\ + 5HCl}}}

## 性質
無色の気体であり、分子構造は三方両錐形である。
固体の状態では、ヒ素とフッ素の間の結合距離は軸方向で171.9pm、赤道方向で166.8 pmとなっている。

## 反応
強力な電子受容体であり、四フッ化硫黄との反応によりイオン結合型錯体を形成する。
{\displaystyle {\ce {AsF5\ + SF4 -> SF3^+\ + AsF6^-}}}

## 安全性
日本の毒物及び劇物取締法では毒物に該当し、発癌性と目に対する刺激性がある。販売には第一種高圧ガス販売主任者の資格が必要となる。